# Kippistia
Kippistia là một chi thực vật có hoa trong họ Cúc (Asteraceae).

## Loài
Chi Kippistia gồm các loài: